# Внезапни улици
„Внезапни улици“ е роман от 2013 година на българската писателка Иванка Могилска.

## Сюжет
Внимание:  Текстът по-долу разкрива сюжета на произведението (или части от него)!
Действието в романа се развива в периода 1956 – 2012 година. Историческите факти, маршрутите за бягство от България към Европа и бежанските лагери са напълно реални. Постоянният град-декор край морето е измислен.
Маргарита – безработна сценаристка – е наета от възрастен мъж, който не е напускал дома си от 20 години, да напише сценарий за живота му такъв, какъвто никога не се е състоял. Мъжът е избягалият от България през 60-те години на 20 век сценограф Макс Райнхард. Тръгнал да търси внезапно изчезналата си любима – фотографка, той минава през поредица от бежански лагери и успява да стигне до Париж, където предполага, че се намира тя. Не я открива.
Не се отказва да я търси през целия си живот. Докато прави декори за филми в Италия, Испания, Франция, той създава рисунки и скици за един специален град. В него са събрани най-красивите улици от местата, които е посетил и които се надява да покаже на своята любима, щом я намери отново.
30 години след като е избягал от страната си, Макс Райнхард се връща в София заедно със своя приятел – френски продуцент, за да построят измисления град, като постоянен кинодекор край морето. Процесът на работа е прекратен внезапно, с голям медиен скандал. Строежът е изоставен, продуцентът се връща в Париж и никой не чува нищо повече за Макс Райнхард.
Маргарита – сценаристката – трябва да разбере какво точно се е случило, защо сценографът не излиза от дома си, срещнал ли е отново жената, която обича. Всичко това ще ѝ помогне да напише сценария, в който Макс и любимата му никога не са напускали страната и живеят щастливо заедно до дълбоки старини.
Тя прави свое разследване, успява да се свърже с френския продуцент и да открие какво е станало с фотографката. По време на търсенията си среща унгарски музикант – акордеонист. Привлечена от него и от музиката му, Маргарита му дава снимка с тайнствен надпис на гърба. На нея се вижда джаз бар в Будапеща, съществувал в мазетата на общината, затворен преди години заради скандален филм и по-късно пресъздаден в призрачния град-декор край морето. Музикантът си заминава, а Маргарита се опитва да се справи с внезапното си увлечение като вплита любовта си към него в сценария, който трябва да напише за Макс Райнхард.
Обсебеният от музиката живот на акордеониста лека-полека се разпада. Той се опитва да открие българката и да разбере защо му е дала снимка на единственото място, в което се е чувствал у дома.
„Внезапни улици“ търси отговор на въпроси като: в какво да вярваме – в шанса, в изкуството, в себе си или в хората, които ни обичат? Как е възможно да се изживеят два живота наведнъж? Историческите събития фон ли са или са главен участник в съдбата на обикновените хора? Къде свършва измислицата и
започва реалността? 

## Особености
Книгата има сайт и фейсбук страница. Съществува и специално изработена по нея интерактивната карта.  По романа е създаден пърформанс със същото име от Албена Баева. Баева създава и кратък филм по романа. 